# Guido Vergauwen
Guido Vergauwen (ur. 22 sierpnia 1944) – dominikanin, dziekan wydziału teologii uniwersytetu we Fryburgu, (wykłada teologię fundamentalną), dyrektor Instytutu Studiów Ekumenicznych, od roku 1993 asystent generała Zakonu Kaznodziejskiego do spraw życia intelektualnego.
Święcenia kapłańskie przyjął w 1969, w 1975 uzyskał doktorat na Wydziale Teologicznym we Fryburgu. W latach 2007–2015 był dziekanem wydziału teologicznego, a także rektorem uniwersytetu. 